# Stictoptera ferriferola
Stictoptera ferriferola là một loài bướm đêm trong họ Noctuidae.